# Ľuboš Zuziak
Ľuboš Zuziak (* 20. září 1961), uváděný i jako Ľubomír Zuziak, je bývalý slovenský fotbalový útočník.

## Fotbalová kariéra
V československé lize hrál za ZVL Žilina. Slovenskou ligu hrál i za DAC Dunajská Streda. V československé lize nastoupil v 25 utkáních a dal 1 gól. Ve slovenské lize nastoupil v 41 utkáních a dal 14 gólů.

## Ligová bilance
| Ročník                                      | Zápasy | Góly | Minuty | Klub                |
| ------------------------------------------- | ------ | ---- | ------ | ------------------- |
| 1. československá fotbalová liga 1985/86    | 7      | 0    | 103    | ZVL Žilina          |
| 1. československá fotbalová liga 1986/87    | 6      | 1    | 148    | ZVL Žilina          |
| 1. československá fotbalová liga 1987/88    | 12     | 0    | 521    | ZVL Žilina          |
| 1. slovenská národní fotbalová liga 1988/89 | 21     | 3    | –      | ZVL Žilina          |
| 1. slovenská národní fotbalová liga 1989/90 | –      | 4    | –      | ZVL Žilina          |
| 1. slovenská národní fotbalová liga 1990/91 | –      | 8    | –      | ŠK Žilina           |
| 1. slovenská národní fotbalová liga 1991/92 | –      | –    | –      | ŠK Žilina           |
| 1. slovenská národní fotbalová liga 1992/93 | –      | –    | –      | ŠK Žilina           |
| Corgoň liga 1993/94                         | 31     | 13   | –      | ŠK Žilina           |
| Corgoň liga 1994/95                         | 9      | 1    | –      | ŠK Žilina           |
| Corgoň liga 1995/96                         | 1      | 0    | –      | DAC Dunajská Streda |
| CELKEM I. LIGA ČSSR                         | 25     | 1    | 772    |                     |
| CELKEM I. LIGA SR                           | 41     | 14   | –      |                     |